# 차오커우구

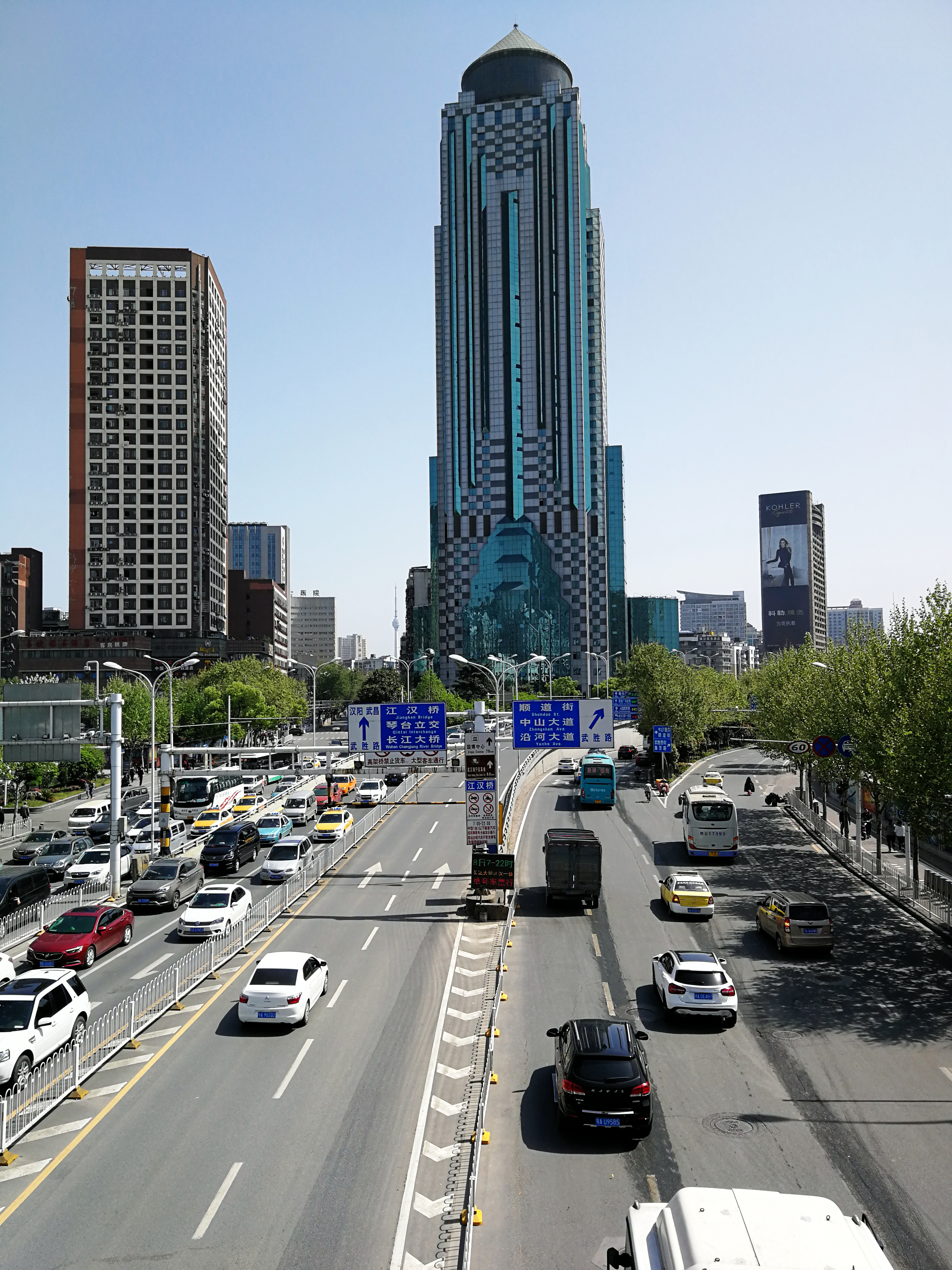

차오커우구(한국어: 교구구, 중국어: 硚口区, 병음: Qiáokǒu Qū)는 중화인민공화국 후베이성 우한시의 현급 행정구역이다. 넓이는 46km2이고, 인구는 2007년 기준으로 540,000명이다.

## 행정 구역
12개 가도를 관할한다.
- 가도: 易家墩街道, 韩家墩街道, 宗关街道, 汉水桥街道, 宝丰街道, 荣华街道, 崇仁街道, 汉中街道, 汉正街街道, 六角亭街道, 长丰街道,古田街办事处

古田街办事处